# Andrea De Lione

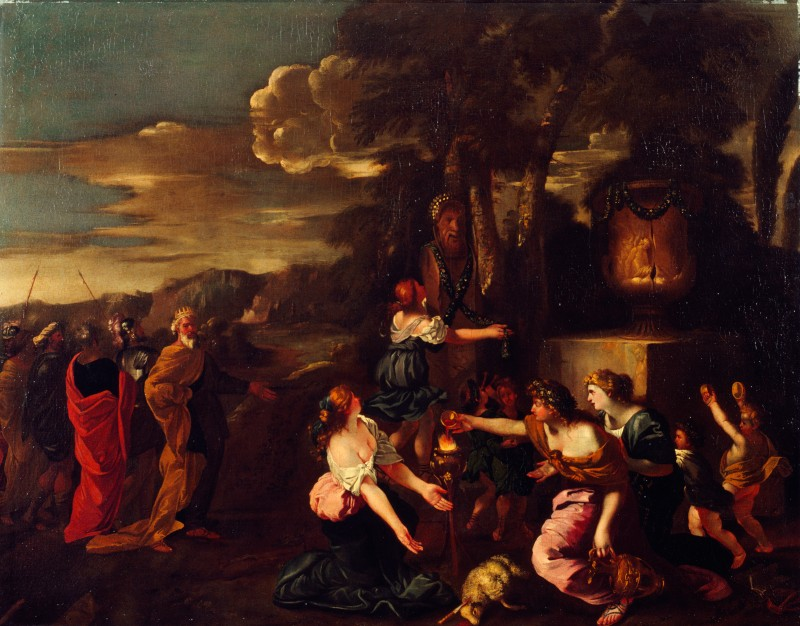
Salomone adora gli idoli (Fondazione Cariplo)

Andrea De Lione (Napoli, 1610 – Napoli, 1685) è stato un pittore italiano.

## Biografia
Cresciuto alla scuola di Belisario Corenzio, subì poi, nella vasta produzione di Battaglie, l'influsso di Aniello Falcone; la svolta decisiva nella definizione di un linguaggio stilistico originale è costituita dall'incontro con il Grechetto, presente a Napoli dal 1635: la pittura diviene più libera e più vivace l'uso del colore. Ottenne commissioni ufficiali dal Viceré spagnolo, dal 1637 al 1644 (Quattro elefanti al circo) e operò anche come frescante in alcune chiese napoletane.